# Alberto Héber Usher
Alberto Héber Usher (ur. 1 maja 1918 w Montevideo, zm. 19 stycznia 1981 tamże) – urugwajski polityk, członek Partii Narodowej. W latach 1966–1967 był prezydentem Urugwaju.
Jego syn Luis Alberto Heber był politykem.